# 大学の石松シリーズ
大学の石松シリーズ（だいがくのいしまつシリーズ）は、日本で1956年 - 1957年に計4作が製作された、高倉健が主演の映画シリーズ（モノクロ）。配給・製作は東映。原作は宮本幹也。

## 内容
昭和大学の学生・石田松夫、通称・石松（高倉健）が主人公。製粉業を営む千葉県佐原の親分・石田庄之助（宇佐美淳也）の息子。第2作では空手部主将となっている。

## シリーズ
1. 大学の石松[2]
2. 大学の石松 ぐれん隊征伐（第一部[3]）
3. 大学の石松 太陽族に挑戦す（第二部[3]）
4. 大学の石松 女群突破[4]

## キャスト

### 全作レギュラー
- 石田松夫 - 高倉健
- 大野政治（石松の親友・大政） - 高木二朗
- 清水次郎吉（哲学の先生・次郎長先生） - 山形勲
- もぬけの辰（庄之助の子分） - 杉狂児
- 森千春 - 園ゆき子

### 第1作
- 石田庄之助（石松の父） - 宇佐美淳也
- 加宮由紀 - 中原ひとみ
- お琴 - 藤里まゆみ
- 早川伝八（鉄の親分の土建屋） - 山口勇
- 鬼沢 - 藤井貢
- メリケンの鉄 - 大東良
- お祭り金次 - 花澤徳衛
- 下宿のおばさんおしげ - 飯田蝶子
- 昌子 - 春日とも子
- 静江 - 中村昌子
- 美代子 - 高橋京子
- 紙 - 高宮淳
- 庄田 - 豊野弥八郎
- 小島 - 北峰有二
- 羽子 - 宮田悦子

### 第2・3作
- 加宮由紀 - 中原ひとみ
- 木原クリコ - 小宮光江
- 秋田美子 - 宮田悦子
- 奈良ハルエ - 三保洋子
- 石川君子 - 日野明子
- 昌子 - 高橋京子
- 静江 - 稲植徳子
- 美代子 - 春日とも子
- 紙 - 高瀬進
- 庄田 - 小野保
- 小島 - 山本麟一
- 木村 - 佐原広一
- 佐藤 - 北峰有二
- 丸山 - 小林恒於
- 鬼沢 - 藤井貢
- マンボの万吉 - 大東良
- ザンバの政 - 萩原満
- マーチの松 - 河童六十四
- 黒田社長 - 曾根秀介
- 番人秋山 - 岸井明
- 吉岡 - 高原秀麿
- 三木 - 三鬼五郎
- 山崎 - 生島好二
- 関根 - 久保比佐志
- 荒井 - 海東義児
- 黒駒勝男 - 日尾孝司
- 安政大学・セカンド - 岡野耕作
- 大衆酒場の親爺 - 古今亭今輔
- キャンパーA - 友野博司
- キャンパーB - 芳川京子
- キャンパーC - 豊野弥八郎
- 大久保 - 岩城力
- 中野 - 川上雅也
- 立川 - 篠原弘一
- 町田 - 長島隆一
- 山田 - 岩上瑛
- ふみ子 - 檜有子
- 事務長 - 片山滉
- 女宣伝員 - 伊藤慶子
- 中年紳士 - 志摩栄
- お祭り金次 - 花澤徳衛
- 中華ソバ屋の少女 - 篠本加代子
- ソバ屋の出前持 - 山本いさむ
- 鬼沢の子分A - 三重街竜
- 鬼沢の子分B - 滝島孝二
- 鬼沢の子分C - 大筆兵部
- 鬼沢の子分D - 久地明
- 鬼沢の子分E - 浅見正
- 石田製粉東京出張所員1 - 桂彰二
- 石田製粉東京出張所員2 - 江島譲
- 石田製粉東京出張所員3 - 青山定司
- 石田製粉東京出張所員4 - 富士山竜
- 石田製粉東京出張所員5 - 清見淳
- 下宿のおばさん - 牧幸子

### 第4作
- 鬼山吉六（通称・鬼吉） - 中村是好
- 大前田リン子（炭鉱主） - 清川虹子
- 島村岐代子（愛子の元同級生の歌手） - 島倉千代子
- 神戸愛子 - 宮田悦子
- ハル子（鬼吉の女房） - 真咲美岐
- 豆千代（芸者） - 大川恵子
- 三波 - 南廣
- 神戸老人（愛子の父） - 吉川英蘭
- 太山 - 岸井明
- 鶴丸（ピカリ金融の社長） - 斎藤紫香
- 絹田 - 石島房太郎
- 小岩 - 大東良
- 品川 - 岩城力
- 玉井 - 沢彰謙
- 須崎 - 千賀清三郎
- 吉原 - 篠原弘一
- 昌子 - 高橋京子
- 静江 - 稲植徳子
- 美代子 - 三保洋子
- 紙 - 田川恒夫
- カネ子（ピカリ金融の事務員） - 小宮光江
- 警備員 - 杉義一
- クラーク - ユスフ・トルコ
- 用心棒 - 萩原満
- 宮本幹也 - 宮本幹也[5]